# Georges Sutra de Germa
Georges Sutra de Germa, né le 14 janvier 1930 à Béziers (Hérault) et mort le 13 février 1995 à Montpellier, est un homme politique français, engagé dans la construction européenne. Viticulteur à Pézenas au domaine de Monplezy, il a défendu ce secteur clé de l'activité économique du Languedoc et des pays de l'Europe du Sud.

## Biographie
Georges Sutra de Germa s'est beaucoup investi dans la viticulture et la vie rurale. Fils de viticulteur, il réussit à transmettre à ses enfants la passion de la culture viticole.
Membre du Parti Socialiste et député européen à la création du parlement européen à Strasbourg. Il rédige un rapport sur la viticulture sur le pourtour de la Méditerranée à la demande de François Mitterrand.
Ardent défenseur de la construction européenne, il réussit à obtenir des participations européennes sour la forme de fonds FEDER pour des équipements structurants et infrastructures régionales tels la construction d'une nouvelle aérogare pour l'aéroport de Montpellier en 1990.
Il est aussi lors de sa seconde mandature de député européen, président de la délégation européenne pour les relations avec Israël et vice-président de la délégation européenne avec les pays du Maghreb.

## Détail des fonctions et des mandats
Mandats parlementaires
- 17 juillet 1979 - 23 juillet 1984 : Député européen
- 24 juillet 1984 - 24 juillet 1989 : Député européen

## Hommage
Une rue à Pézenas et une autre à Montpellier portent son nom en sa mémoire.